# Pour la vie (Journal d'une princesse)
Pour les articles homonymes, voir Pour la vie.
Pour la vie est le dixième et dernier roman de la série Journal d'une princesse, écrite par l'auteur américaine Meg Cabot. Il est paru en France le 6 mai 2009.

## Résumé
Deux ans se sont écoulés au lycée Albert-Einstein, où Mia et ses amis entament leur dernière année avant la remise des diplômes. Les dix derniers jours vont être mouvementés: Mia doit supporter la bataille électorale qui oppose son père et René pour la succession du pouvoir exécutif de Genovia. Elle envoie à plusieurs maisons d'édition son roman d'amour médiéval sous un pseudonyme et essuie des refus consécutifs. Enfin, elle semble être heureuse en amour auprès de J.P, mais le retour de Michael, devenu un homme riche et respecté par le monde de la science grâce à la création de son bras-robot, chamboule tous les projets de Mia. Ses sentiments se réveillent et elle doit faire un choix entre les deux prétendants. 

## Thèmes abordés
Dans ce tome en particulier, Meg Cabot montre l'évolution psychique et physique du personnage : alors qu'elle approche de la majorité, Mia se rend compte que sa virginité est encore intacte. Sous pression car toutes ses amis ont franchi le cap, Mia se sent contrainte de vivre cette expérience le plus rapidement possible afin de véritablement marquer le passage à l'âge adulte. Entre désir physique et envie de correspondre au modèle de la femme accomplie, Mia ne semble plus à l'écoute d'elle-même.

## Roman final
En tant qu'extension au roman, Meg Cabot a décidé de faire paraitre le roman médiéval de Mia, dont quelques extraits sont insérés dans ce dernier tome. Intitulé Le roman d'une Princesse, il est paru le 1er juillet 2009 en France et, bien que différent du journal tenu par Mia, on remarque un certain parallélisme entre sa vie et l'histoire du roman.